# Mioplosus
Mioplosus war ein vor etwa 50 Millionen Jahren im Eozän lebender Knochenfisch aus der Gruppe der Barschverwandten (Percomorphaceae). Er wurde erstmals 1877 von Edward Drinker Cope beschrieben. Fossilien der Gattung wurden in der Green-River-Formation in Wyoming gefunden. Mioplosus war ein Süßwasserfisch und lebte in Seen und Bächen.

## Merkmale
Mioplosus wurde etwa 30 Zentimeter lang und hatte einen spindelförmigen, wesentlich schlankeren Körper als die aus derselben Formation stammende Barschgattung Priscacara. Stachel- und weichstrahliger Teil der Rückenflosse waren voneinander getrennt, wobei die weichstrahlige zweite Rückenflosse fast die gleiche, dreieckige Form wie die Afterflosse hatte und dieser symmetrisch gegenüberlag. Die Afterflosse hatte zwei Stachelstrahlen. Die Schwanzflosse war fächerförmig. Auf dem Vomer hatte Mioplosus V-förmig angeordnete Zähne.
Es werden zwei Arten unterschieden, die Typusart Mioplosus labracoides Cope, 1877 und Mioplosus sauvagenus Cope, 1877.

## Systematik
Mioplosus wurde von Cope zunächst als vermeintlicher Verwandter von Morone saxatilis aus der Familie Wolfsbarsche (Moronidae) beschrieben, dann den Echten Barschen (Percidae) zugeordnet und später in die Familie der Dorschbarsche (Percidae) gestellt, eine Barschfamilie, die heute in Nordamerika nicht mehr vorkommt. Eine Studie aus dem Jahr 2010 kommt zu dem Ergebnis, dass Mioplosus basal zu einer Klade aus Lateolabrax, Siniperca und Lates steht, drei Barschgattungen, die, folgt man modernen molekularbiologischen Studien, nicht näher miteinander verwandt sind, so dass die systematische Stellung von Mioplosus weiterhin unklar ist.